# مسجد جامع پائین شهر
مسجد جامع پائین شهر مربوط به دوره قاجار است و در بیرجند، خیابان انقلاب ۳ واقع شده و این اثر در تاریخ ۲۹ تیر ۱۳۷۷ با شمارهٔ ثبت ۲۰۶۱ به‌عنوان یکی از آثار ملی ایران به ثبت رسیده است.